# Ariadna Gil
Ariadna Gil i Giner (IPA: [aˈɾjaðna ʒil i ʒiˈne]; Barcellona, 23 gennaio 1969) è un'attrice spagnola.

## Biografia
Bigas Luna la lancia nel film Lola, del 1986. Dopo quattro pellicole in catalano, la sua lingua madre, prende a recitare con una certa regolarità nel cinema in lingua spagnola nel 1991, con Amo tu cama rica di Emilio Martínez Lázaro. Dal 1993 al 2007 ha recitato in più di 31 film, come in Libertarias, diretto da Vicente Aranda, ne Il labirinto del fauno di Guillermo del Toro o in Soldados de Salamina, diretto da David Trueba, suo ex-marito.

## Filmografia parziale
- Lola, regia di Bigas Luna (1986)
- Amo il tuo bel letto (Amo tu cama rica), regia di Emilio Martínez Lázaro (1991)
- Belle Époque, regia di Fernando Trueba (1992)
- I peggiori anni della nostra vita (Los peores años de nuestra vida), regia di Emilio Martínez Lázaro (1994)
- Libertarias, regia di Vicente Aranda (1996)
- La voce degli angeli (Talk of Angels), regia di Nick Hamm (1998)
- Seconda pelle (Segunda piel), regia di Gerardo Vera (1999)
- Obra maestra, regia di David Trueba (2000)
- Soldados de Salamina, regia di David Trueba (2003)
- Bienvenido a casa, regia di David Trueba (2006)
- Il labirinto del fauno (El laberinto del fauno), regia di Guillermo del Toro (2006)
- Il destino di un guerriero (Alatriste), regia di Agustín Díaz Yanes (2006)
- Appaloosa, regia di Ed Harris (2008)
- Sólo quiero caminar, regia di Agustín Díaz Yanes (2008)
- El baile de la Victoria, regia di Fernando Trueba (2009)
- The Boy Who Smells Like Fish, regia di Analeine Cal y Mayor (2013)
- La vita è facile ad occhi chiusi (Vivir es fácil con los ojos cerrados), regia di David Trueba (2013)
- Los hijos de Kennedy, regia di José María Pou (2013)
- Murieron por encima de sus posibilidades, regia di Isaki Lacuesta (2014)
- L'altra frontera (Otra frontera), regia di André Cruz Shiraiwa (2014)
- Zona ostile (Zona hostil), regia di Adolfo Martinez Pérez (2017)

## Doppiatrici italiane
Nelle versioni in italiano delle opere in cui ha recitato, Ariadna Gil è stata doppiata da:
- Gabriella Borri in Seconda pelle, La voce degli angeli
- Roberta Pellini in Belle Èpoque
- Connie Bismuto in Il labirinto del fauno
- Francesca Fiorentini in Il destino di un guerriero
- Cristina Boraschi in La vita è facile ad occhi chiusi